# Brochiraja aenigma
Brochiraja aenigma е вид хрущялна риба от семейство Arhynchobatidae.

## Разпространение и местообитание
Видът е разпространен на Остров Норфолк.
Среща се на дълбочина от 422 до 429,5 m, при температура на водата около 12 °C и соленост 35 ‰.

## Описание
На дължина достигат до 43,6 cm.